# Lavanda dei piedi (Pietro Lorenzetti)
La Lavanda dei piedi è un affresco di Pietro Lorenzetti, facente parte delle Storie della Passione di Cristo nel transetto sinistro della basilica inferiore di San Francesco ad Assisi. Il ciclo è databile al 1310-1319 circa.

## Descrizione e stile
La difficoltà costituita dalla presenza dell'arcata della porta nel riquadro destinato alla Lavanda dei piedi venne brillantemente risolto dall'artista dipingendo una balaustra sulla destra, alla quale stanno appoggiati con disinvoltura alcuni apostoli, discorrendo in attesa del loro turno. La scena della lavanda vera e propria si svolge a sinistra, dove Gesù sta inginocchiato davanti a Pietro, che, come nella scena del Vangelo secondo Giovanni (13,1-15 «Signore, non solo i piedi, ma anche le mani e il capo!»), si porta una mano sul capo per chiedere a Gesù che gli si lavi la testa oltre ai piedi, mentre con l'altra regge la gamba col piede scalzo. Una diagonale attraversa il braccio dell'apostolo e passa per la testa di Cristo, fino alla spalla di quello seduto di schiena; su questa linea si trova anche il sandalo nero a mezz'aria dell'apostolo che si sta preparando a spogliarsi. 
L'apostolo vestito di rosa vicino al pilastrino di mezzo porta al mento un dito, con un gesto desunto dalla quotidianità che è presente anche nella vicina Crocifissione, nel gesto del cavaliere vicino al Buon Ladrone: tale osservazione, assieme ad altre, secondo alcuni studiosi confermerebbe la vicinanza cronologica delle storie dell'intera volta, in contrasto con quanto sostenuto da Enzo Carli. 
La delicata architettura della stanza è caratterizzata da volte costolonate con gli spicchi dipinti come un cielo stellato. Varie bifore si aprono nelle lunette, separate da una cornice rosata e mosaici cosmateschi, che evidenziano anche gli angoli, ai lati di colonnine, nonché la balaustra in primo piano. Nei pennacchi esterni si trovano rappresentazioni del pellicano, uccello che simboleggia il sacrificio di Cristo.